# Cyamus kessleri
Cyamus kessleri är en kräftdjursart som beskrevs av Brandt 1871. Cyamus kessleri ingår i släktet Cyamus och familjen vallöss. Inga underarter finns listade i Catalogue of Life.